# Zigby
Zigby est une série télévisée d'animation en coproduction Australie et Canada en 52 épisodes de 11 minutes créée par Brian Paterson, inspirée des livres de Brian Paterson publiés par HarperCollins, et diffusée au Canada à partir du 6 avril 2009 sur Treehouse TV, et en Australie sur ABC.
Au Québec, la série a été diffusée à partir du 27 avril 2009 à la Télévision de Radio-Canada, et en France depuis le 4 juillet 2010 sur France 5 dans Zouzous, et depuis le 2 juillet 2012 sur TiJi.
En 2008, Studio 100 fait acquisition de la société allemande EM.Entertainment qui était jusqu'alors propriétaire de la série télévisée,.

## Épisodes
1. La chasse au trésor de Zigby
2. Zigby joue au détective
3. Zigby et la plante de Céline
4. Zigby et le floc
5. Zigby et la mangue
6. Zigby et le monstre géant
7. L'équipe de Zigby
8. L'ami mécanique de Zigby
9. La pièce de théâtre de Zigby
10. Le cerf-volant de Zigby
11. Zigby et la fabrique de gâteaux
12. Zigby prend soin de Basile
13. La voiture de course de Zigby
14. Zigby fait du camping
15. Zigby le bâtisseur
16. Zigby et les pirates
17. Zigby le super héros
18. La piscine de Zigby
19. Zigby joue au docteur
20. Le raccourci de Zigby
21. Zigby et la licorne
22. Zigby et le dinosaure
23. Zigby et le dormeur
24. Zigby et le hoquet
25. Zigby et le tableau
26. Zigby et le cirque
27. La journée d'échange de Zigby
28. Zigby passe au vert
29. Zigby et le cadeau
30. Zigby nettoie l'île
31. Zigby et les étoiles filantes
32. La collection de Zigby
33. La grande lessive de Zibgy
34. L'orchestre de Zigby
35. Basile manque à Zibgy
36. Le perroquet de Zigby
37. Le château de sable
38. Le tour de magie de Zigby
39. Zigby et le mangeur de minuit
40. Zigby invente un jeu
41. Le jeu de piste de Zigby
42. La bonne étoile de Zigby
43. Zigby fait une surprise à Basile
44. Zigby le facteur
45. Zigby et les passé temps
46. Zigby perd une casquette
47. Zigby écrit une histoire
48. Le concours de déguisement de Zigby
49. La brico boutique de Zigby
50. Zigby n'arrive pas à dormir
51. Le restaurant de Zigby
52. Zigby et la tortue

## Voix québécoises
- Johanne Léveillé : Zigby / Lionel
- Sébastien Reding : Maurice
- Lisette Dufour : Ella / divers
- Élisabeth Lenormand : Flac (Tink)
- Catherine Bonneau : Flic (Wink)
- Catherine Hamann : Céline / divers
- Nicholas Savard L'Herbier : Floc (Stink)
- Annie Girard : Zara
- Patricia Tulasne : Vicky / divers
- Frédéric Paquet : Clem/ Riquiqui / divers
- Stéphane Brulotte : Basile / Alphonse

 Source et légende : version québécoise (VQ) sur Doublage.qc.ca